# Bygganmälan
Bygganmälan eller anmälan är i svensk bygglagstiftning en anmälan byggherren ska göra för vissa åtgärder som inte kräver bygglov, till exempel installation av braskamin eller VVS. Byggherren gör anmälan till byggnadsnämnden, som ska lämna ett startbesked innan arbetena får påbörjas. 
I den tidigare bygglagstiftningen (före den 2 maj 2011) var bygganmälan dessutom ett andra steg i handläggningen av bygglov. När bygglovet beviljats skulle byggherren lämna in bygganmälan för att tala om att arbetena skulle påbörjas.